# Izabela Milewska
Izabela Milewska (ur. 1976 w Warszawie) – polska tancerka warszawskiej sceny baletowej oraz pedagożka muzyczna; w latach 2001-2015 pierwsza solistka Polskiego Baletu Narodowego.

## Życiorys
Jest absolwentką Państwowej Szkoły Baletowej im. Romana Turczynowicza w Warszawie oraz pedagogiki na Uniwersytecie Muzycznym Fryderyka Chopina. Stypendystka Krajowego Funduszu na rzecz Dzieci. Jeszcze jako uczennica, w 1991 zajęła III miejsce na VII Ogólnopolskim Konkursie Tańca w Gdańsku. W 1993 zdobyła III nagrodę VIII Konkursu w Gdańsku. W 1993 została zaproszona przez młodzieżowy zespół Jeune Ballet de France, z którym pracowała przez sezon. Po powrocie do Warszawy w 1995 związała się z baletem Teatru Wielkiego i zdobyła nagrodę za partnerowanie na IX Konkursie w Gdańsku. W 1996, jeszcze jako koryfejka baletu, była pierwszą wykonawczynią roli tytułowej w Romeo i Julii w wersji choreograficznej Emila Wesołowskiego i otrzymała tytuł solistki.
W 1997 ze Sławomirem Woźniakiem jako partnerem uczestniczyła w Gali Baletowej Benois de la Danse na stołecznej scenie i otrzymała Medal Wójcikowskiego. W 1998 wyjechała do Hamburga, by związać się z zespołem Johna Neumeiera. Spędziła tam trzy sezony. W 2001 powróciła do Warszawy. Została pierwszą solistką Baletu Teatru Wielkiego – Opery Narodowej (Polskiego Baletu Narodowego), którą była do 2015. Po zakończeniu kariery otworzyła własną szkołę baletu.
W 2012 uhonorowana Brązowym Medalem „Zasłużony Kulturze Gloria Artis”.

## Najważniejsze role
Opracowano na podstawie materiału źródłowego

### Teatr Wielki – Opera Narodowa/Polski Balet Narodowy
- Lalka i Klara w Dziadku do orzechów (Andrzej Glegolski)
- Julia w Romeo i Julii (kreacja, Emil Wesołowski)
- Księżniczka Aurora, Księżniczka Florina i Wróżka Delikatności w Śpiącej królewnie (trad. / Jurij Grigorowicz)
- Pas de trois i Pas de quatre w Jeziorze łabędzim (trad. / Konstantin Siergiejew)
- Przyjaciółka Księcia (Pas de trois) i Pas de quatre w Jeziorze łabędzim (trad. / Irek Muchamiedow)
- Balerina w Świętej wiośnie (Emil Wesołowski)
- Lise w Córce źle strzeżonej (Frederick Ashton)
- Dziewczyna w Czajkowskim (Boris Ejfman)
- Nikija, Pas d’action i Cień-solistka 2 w Bajaderze (trad. / Natalia Makarowa)
- Frygia w Spartakusie (kreacja, Emil Wesołowski)
- Panna Młoda w Svadebce (Jiří Kylián)
- Królowa Podziemi i Królowa Wschodu w Panu Twardowskim (Gustaw Klauzner)
- Kitty w Annie Kareninie (Alexei Ratmansky)
- Izolda w Tristanie (Krzysztof Pastor)
- Para Naszych w I przejdą deszcze… (Krzysztof Pastor)
- Klara, Luiza i Solistka Walca Kwiatów w Dziadku do orzechów (Toer van Schayk & Wayne Eagling)
- Serafin klasyczny w Sześciu skrzydłach aniołów(kreacja, Jacek Przybyłowicz)
- Kopciuszek w Kopciuszku (Frederick Ashton)
- Duet 2 w Century Rolls (kreacja, Ashley Page)
- Helena w Śnie nocy letniej (John Neumeier)
- Cztery Driady w Don Kichocie (trad. / Alexei Fadeyechev)

oraz inne partie solowe w baletach:
- Rossiniana (Antal Fodor)
- Trzecia symfonia Henryka Mikołaja Góreckiego (Krzysztof Pastor)
- Ballada (Emil Wesołowski)
- Tylko miłość… (kreacja, Sławomir Woźniak)

### ZBaletem Hamburskim
- Księżniczka Claire w Iluzjach – jak „Jezioro łabędzie” (John Neumeier)
- Matylda Krzesińska w Niżyńskim (John Neumeier)
- Chiński Ptak w Dziadku do orzechów (John Neumeier)
- Wiejskie Pas de deux i Mojna w Giselle (trad. / John Neumeier)

oraz inne partie solowe w baletach:
- Mesjasz (John Neumeier)
- Time after Time (John Neumeier)
- Piąta symfonia Gustava Mahlera (John Neumeier)
- Historia Kopciuszka (John Neumeier)
- Trzecia symfonia Gustava Mahlera (John Neumeier)